# Le Bélieu
Le Bélieu é uma comuna francesa na região administrativa de Borgonha-Franco-Condado, no departamento de Doubs. Estende-se por uma área de 10,72 km². Em 2010 a comuna tinha 483 habitantes (densidade: 45,1 hab./km²).